# Барберино-ди-Муджелло
Барберино-ди-Муджелло (итал. Barberino di Mugello) — коммуна в Италии, располагается в области Тоскана, в провинции Флоренция.
Население коммуны составляет 10 626 человек (2008 г.), плотность населения составляет 79 чел./км². Занимает площадь 134 км². Почтовый индекс — 50031. Телефонный код — 055.
Покровителем коммуны почитается святой Сильвестр, папа Римский, празднование 31 декабря.
Недалеко находится озеро Биланчино.

## Демография
Динамика населения:

## Известные уроженцы
- Джузеппе Баччини (1851—1922) ─ итальянский литературовед.

## Администрация коммуны
- Официальный сайт: https://web.archive.org/web/20080908010821/http://www.comune.barberino-di-mugello.fi.it/